# Lhoknga
Lhoknga [lhoʔ-ŋa] (alternativ auch Lho'nga, Lho-nga oder Lhok Nga) ist ein Distrikt in Aceh, Indonesien. Er liegt an der Westseite von Sumatra, 13 km südwestlich von Banda Aceh. Vor dem Tsunami 2004 hatte die größte Stadt des Distrikts 7500 Einwohner, danach nur noch 400. Im ganzen Distrikt leben Stand 2020 mittlerweile circa 17.000 Menschen.

## Zementwerk Semen Andalas, Lhonga Plant
In Lhoknga befindet sich knapp zwei Kilometer südlich des Ortes am Strand das nördlichste Zementwerk Indonesiens, das ganz Sumatra versorgt. Es gehört heute zum staatlichen Konzern PT Semen Indonesia. Das Werk mit dem anfänglichen Namen PT Semen Andalas gehörte ehedem zum britischen Konzern Blue Circle Cement, der dann von Lafarge aus Frankreich übernommen worden war. 
Dieses Werk hatte beim Tsunami 2004 - neben dem Verlust eines Drittels der Mitarbeiter – den größten Schadensfall, der in einem Zementwerk denkbar ist – das hunderte Tonnen schwere und Millionen teure Drehrohr des Drehrohrofens in einem Zementwerk vom Investitionswert 220 Mio. USD wurde in vollem Lauf aus der Höhe von ca. acht Metern von den dort ca. 15 Meter hohen Wasserwänden von den Stützen herabgeschlagen. Die Wassermassen des Tsunamis erreichten an hohen Gebäuden das vierte Stockwerk. 
Wie auch im benachbarten Bandar Aceh blieben beim Tsunami im Wesentlichen nur Gebäude stehen, die in Beton mit Stahlverstärkungen gebaut worden waren. Fast alles an einfacheren Baustrukturen wurde hinweg geschwemmt, in Lhoknga einen bis teils zwei Kilometer landeinwärts.
An der Küste vor dem Zementwerk strandete fast überkopf ein Frachtschiff, das gerade 5.000 Tonnen Zement geladen hatte, ca. zwei Tagesproduktionen. Zum Vergleich, in jenen Jahren betrug der Pro-Kopf-Verbrauch von Zement in Indonesien 17 kg im Jahr. In Malaysia (und Deutschland) lag er in dieser Zeit bei 130 kg, in Singapur bei ca. einer Tonne.
Lafarge verkaufte die defekte Lhonga Plant. 
Zement war nach dem Tsunami ein extrem begehrter Baustoff, trotz der in Indonesien weitenteils landestypischen Bauweise mit Holz. Die Zementpreise in Thailand, Malaysia und Indonesien vervierfachten sich zeitweise in der Folge des Tsunamis.